# Franz Behrens (Politiker)

Franz Behrens

Franz Carl Heinrich Behrens (* 2. Februar 1872 in Marienhof, Mecklenburg-Strelitz; † 14. September 1943 in Altlandsberg) war ein deutscher Politiker (CSP, DNVP, CSVD).

## Leben und Beruf
Er war der Sohn des Zieglermeisters Wilhelm Behrens. Nach dem Besuch der Bürgerschule absolvierte Behrens, der evangelischen Glaubens war, von 1886 bis 1889 eine Gärtnerlehre in Möllenbeck und arbeitete zunächst auch in dem Beruf. Seit 1898 arbeitete er als Arbeitersekretär, übernahm aber schon im Jahr darauf die Redaktion mehrerer Zeitungen. 1900 wurde er Geschäftsführer des den Hirsch-Dunckerschen Gewerkvereinen nahestehenden Allgemeinen Deutschen-Gärtner-Vereins. Als der Gärtnerverein sich 1903 der SPD-dominierten „Generalkommission der Gewerkschaften“ anschloss, wechselte Behrens zu den christlichen Gewerkschaften. Er war Vorsitzender des Gesamtverbandes deutscher Krankenkassen und des Verbandes deutscher Kriegsbeschädigter und Kriegsteilnehmer. Zeitweise war er auch Vorstandsmitglied im 1910 gegründeten Verein für soziale Kolonisation Deutschlands, der Ödland durch Arbeitslose urbar machen lassen wollte. Nach 1918 war er stellvertretender Vorsitzender des Reichsbauern- und Landarbeiterrats in Berlin und saß im Arbeitsausschuss der Demobilmachungskommission. Außerdem war er zweiter Vorsitzender des Gesamtverbandes christlicher Gewerkschaften und Vorsitzender des Zentralverbandes der Forst-, Land- und Weinbergarbeiter Deutschlands.

## Partei
Behrens gehörte zunächst der Christlich-Sozialen Partei an, deren Vorsitzender er auch zeitweise war. 1918 beteiligte er sich an der Gründung der DNVP, deren Vorstand er angehörte. Ende der 1920er Jahre verließ er die DNVP aus Kritik an der großagrarischen Politik Alfred Hugenbergs und schloss sich dem CSVD an.

## Abgeordneter
Dem Reichstag des Kaiserreiches gehörte Behrens von der Reichstagswahl 1907 bis 1918 für den Wahlkreis Koblenz 1 (Wetzlar – Altenkirchen) an, wo er Mitglied der Fraktion Wirtschaftliche Vereinigung war. 1919/20 war er Mitglied der Weimarer Nationalversammlung. Anschließend war er bis 1930 und erneut von Juli 1932 bis November 1933 wieder Reichstagsabgeordneter, wo er auch für Hitlers Ermächtigungsgesetz stimmte.

## Veröffentlichungen
- Wir Protestanten und die christlichen Gewerkschaften. Barmen 1912.